# Crematogaster africana
Crematogaster africana es una especie de hormiga acróbata del género Crematogaster, categorizada en la tribu Crematogastrini, de la subfamilia Myrmicinae. Fue descrita por Mayr en 1895.

## Distribución
Se distribuye por Camerún, Gabón, Ghana, Costa de Marfil y Kenia.

## Hábitat
Habita en la selva tropical. Se ha encontrado a elevaciones de 50 m s. n. m.